# Servoválvula

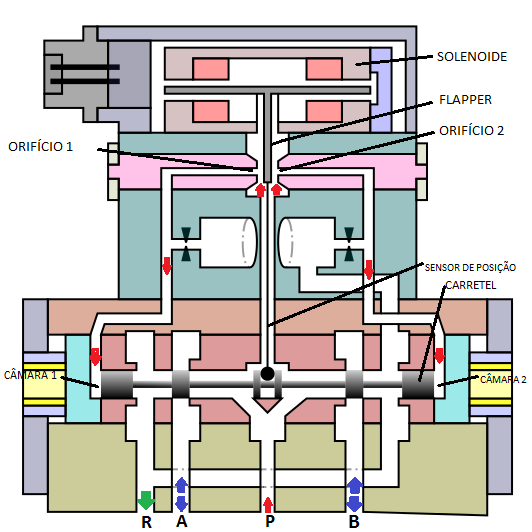
servoválvula

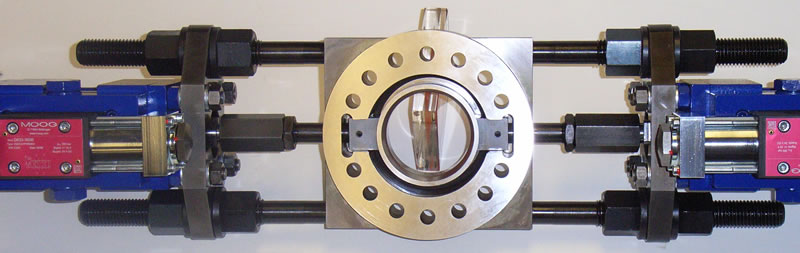
Las servoválvulas gemelas Moog utilizan para deformar la forma de la matriz de este accesorio de soplado diseñado para BMC Controles Limited.

Una servoválvula electrohidráulica (a veces llamada por sus siglas en inglés EHSV) o simplemente, servoválvula, es una variante de la válvula proporcional. Permite cualquier posición de apertura de la válvula y por tanto del fluido. Se diferencia de la simple válvula proporcional en el diseño de los bordes de control del pistón, con ello se consigue un ancho de banda más grande de la respuesta en frecuencia (también llamada "dinámica" en la industria. Es una válvula accionada eléctricamente que controla el nivel de fluido hidráulico enviado a un actuador.
Las servoválvulas se utilizan a menudo para controlar potentes cilindros hidráulicos usando una señal eléctrica muy pequeña. Las servoválvulas pueden proporcionar un control preciso de la posición, la velocidad, la presión y la fuerza con buenas características de amortiguación post-movimiento.

## Historia
La válvula electrohidráulica apareció por primera vez en la Segunda Guerra Mundial. Las EHSV que se utilizaban durante la década de 1940 se caracterizaban por una poca precisión y unos tiempos de respuesta lentos debido a la imposibilidad de convertir rápidamente las señales eléctricas en flujos hidráulicos. La primera servoválvula de dos etapas utilizaba un solenoide para accionar una bobina de la primera etapa que a su vez conducía una etapa principal rotativa. Las servoválvulas de la época de la Segunda Guerra Mundial eran similares a estas: con un solenoide para accionar una válvula de bobina.
El avance de las EHSV se disparó en la década de 1950, en gran parte debido a la adopción de motores de par de imán permanente como primera etapa (a diferencia de los solenoides). Esto dio lugar a unos tiempos de respuesta muy mejorados y a una reducción de la potencia utilizada para controlar las válvulas.

## Descripción
Las válvulas electrohidráulicas pueden consistir en una o más etapas. Una servoválvula de una sola etapa utiliza un motor de par para posicionar directamente una válvula de bobina. Las servoválvulas de una sola etapa sufren limitaciones en la capacidad y estabilidad de caudal debido a los requisitos de potencia del motor de par. Las servoválvulas de dos etapas pueden utilizar válvulas de aleta, tubo de chorro o deflector como primeras fases de amplificador hidráulico para situar una válvula de bobina de segunda etapa. Este diseño da lugar a aumentos significativos en la capacidad de caudal, estabilidad y fuerza de salida de la servoválvula. Del mismo modo, las servoválvulas de tres etapas pueden utilizar una válvula de bobina de fase intermedia para situar una válvula de bobina de tercera etapa mayor. Las servoválvulas de tres etapas se limitan a aplicaciones de muy alta potencia, donde se requieren caudales significativos.
Además, las servoválvulas de dos etapas se pueden clasificar por el tipo de retroalimentación utilizado para la segunda etapa; que puede ser la posición de la bobina, la presión de carga o la retroalimentación del flujo de carga. Lo más habitual es que las servoválvulas de dos etapas utilicen retroalimentación de posición; que se pueden clasificar además por retroalimentación directa, retroalimentación de fuerza o centrado por un muelle.

### Control
Una servoválvula recibe fluido hidráulico a presión desde una fuente, normalmente una bomba hidráulica. A continuación, transfiere el fluido a un cilindro hidráulico de manera estrechamente controlada. Normalmente, la válvula moverá la bobina proporcionalmente a una señal eléctrica que recibe, controlando indirectamente el caudal. Las válvulas de control hidráulico simples son binarias, están activadas o apagadas. Las servoválvulas son diferentes en que pueden variar continuamente el caudal que suministran desde cero hasta su caudal máximo nominal, o hasta que la presión de salida alcanza la presión suministrada. Las servoválvulas más complejas pueden controlar otros parámetros. Por ejemplo, algunos tienen retroalimentación interna de modo que la señal de entrada controla eficazmente la presión de flujo o de salida, en lugar de la posición de la bobina.
Las servoválvulas se utilizan a menudo en un control de retroalimentación donde se mide la posición o la fuerza sobre un cilindro hidráulico y se retroalimentan a un controlador que varía la señal enviada a la servoválvula. Esto permite un control muy preciso del cilindro.

## Ejemplos

### Servoválvula de una sola etapa

Servoválvula de una sola etapa con bobina, sin corriente de bobina

Servoválvula monoetapa con motor lineal, sin corriente del motor

El pistón de la servoválvula de una sola etapa se mueve directamente con la bobina. La transmisión es similar a una válvula proporcional. Está construido de forma que la bobina (con la corriente Is) atrae la superestructura magnéticamente relevante del pistón en un rango aproximadamente lineal. Un resorte actúa en dirección opuesta, aquí en el otro lado. En estado sin energía, la válvula que se muestra no se encuentra en estado bloqueado. La bobina se debe controlar con un 50% aproximadamente para que el pistón se mueva hacia el centro. Si la servoválvula es accionada por un motor lineal o un motor de par en lugar de una bobina, el pistón se puede mover activamente en ambas direcciones. En el centro, tiene una posición cero sin corriente en la posición de bloqueo, causada por muelles.

### Servoválvula de aleta

Servo aleta, corriente de bobina del 50%, poco después de encenderse

La aleta de un servo correspondiente pertenece a la primera etapa de las dos etapas de válvula existentes. Además, pertenecen los 2 inyectores y el control electromagnético. La segunda etapa incluye el pistón de la servoválvula. La placa deflector se coloca en medio entre dos boquillas muy opuestos. Está influido por la corriente eléctrica de control de la servoválvula y el pistón de la válvula de la segunda etapa, e influye en el fluido hidráulico de las boquillas. La influencia del pistón de la segunda etapa es la retroalimentación negativa del circuito de control mecánico integrado, que asegura que el pistón llega a la posición requerida por la corriente de la bobina y el corrige hasta que este sea el caso.

Servo aleta, sin corriente de bobina

Si aún no circula corriente, la placa se encuentra en el centro o el circuito de control se nivela rápidamente al centro.
Si fluye una corriente como la segunda imagen, el armado ejerce una fuerza sobre la placa de impacto. Siempre sale un chorro de líquido de los dos inyectores. La placa se inclina hacia un caño, aquí a la derecha, allí el líquido ya no puede escapar sin obstáculos. Esto aumenta la presión en la línea que hay detrás. Como está conectado al pistón de la segunda etapa de la válvula, se mueve hacia la izquierda.

Servo aleta, corriente de bobina del 50%

Servo aleta, sin corriente de bobina, poco después de apagarse

Ahora entra en juego el bucle de control. El pistón vuelve a empujar la placa deflector a través del resorte hasta que ha restablecido el equilibrio entre la boquilla izquierdo y derecho y el pistón ya no se mueve. La placa deflector esfuerza por estar siempre en medio. Esto significa que la desviación del pistón es proporcional a la fuerza electromagnética que emana del armado, aquí aproximadamente la mitad de una apertura de la válvula. Si la corriente cambia, el pistón sigue en consecuencia. Por supuesto, esto también se aplica en caso de que se apague la energía, como la segunda imagen. La línea de la boquilla izquierdo aumenta la presión y empuja el pistón hacia la derecha. Esto continúa hasta que se pone a la posición básica. 

#### Ajuste del punto cero

Servo aleta, bien bloqueado en su posición

La servoválvula de aleta tiene, pues, un punto cero mecánico que se establece cuando no hay corriente. En este estado, las conexiones de línea de trabajo A y B también deberían ser bloqueadas. Como las válvulas mencionadas tienen una manguera que coincide alrededor del pistón por motivos de precisión, se puede establecer el punto cero con ellas.

Servo aleta, con fugas en posición de bloqueo

Puede mover la manga hacia la izquierda, tal como se muestra aquí. La válvula funciona para que se pueda controlar el caudal. Si un cilindro está conectado directamente tras él, también se puede observar su movimiento para medir el caudal; si se conecta otra válvula, se puede medir el movimiento del pistón de esta válvula controlada indirectamente.

## Uso

### Fabricación
Un ejemplo de uso de servoválvulas es el moldeado por soplado, donde la servoválvula controla el espesor de la pared del plástico extruido que forma la botella o el contenedor mediante el uso de una matriz deformable. La retroalimentación mecánica ha sido sustituida por una retroalimentación eléctrica con un transductor de posición. La electrónica integrada cierra el bucle de posición del carrito. Estas válvulas son adecuadas para sistemas electrohidráulicos de control de posición, velocidad, presión o fuerza con requisitos de respuesta dinámica extremadamente altos.

### Aviación
Las servoválvulas se utilizan para regular el flujo de combustible hacia un motor turbocompresor gobernado por FADEC. Uno de estos ejemplos es la servoválvula de Honeywell, que forma parte del mecanismo de control de combustible del motor CFM International CFM56 que alimenta los aviones de pasajeros Boeing 737NG y Airbus A320.
En los aviones fly-by-wire las superficies de control a menudo se mueven mediante servoválvulas conectadas a cilindros hidráulicos. Las señales a las servoválvulas están controladas por un ordenador de control de vuelo que recibe órdenes del piloto y supervisa el vuelo del avión. Entre los aviones que utilizan estos sistemas se encuentran los Airbus A320, A330, A340, A350, A380, Boeing 787 y la familia Embraer E-Jet E2.